# 煥發嫣紅
煥發嫣紅（日語：ファインルージュ），是日本純種競賽馬匹。生涯活躍於一哩及中距離賽事，曾於2021年勝出妖精錦標及紫苑錦標，亦在秋華賞和維多利亞一哩賽跑獲亞軍及在櫻花賞取得季軍。

## 出賽前
2018年3月11日出生於北海道安平町北部牧場，成長途中於拍賣會上以3564萬日圓被馬主六井元一購入。
其後交由美浦訓練中心練馬師木村哲也訓練。

## 詳細賽績

### 2歲
2020年8月23日出戰新潟競馬場2歲新馬戰，比賽初段維持於第四、五左右的位置，在直路上奮力衝刺迫近前方，但最終仍然以第二落敗。
休養一段時間後在10月出戰2歲未勝利戰，留守先團好位下在最後直路逐步發力，於直路上展現優秀的衝刺，最終超越前方賽駒以2馬位優勢取得首勝，同時亦為馬主六井元一首場中央頭馬。

### 3歲
2021年年初隨即以三級賽妖精錦標作為目標，以居中戰術展開賽事下維持在第九的位置，並於第四彎道開始抽出望空。進入直路後，其隨即以優秀的反應嚮應騎師李慕華的指揮進行加速，透出後開始拉開和後方的距離，最終以2 1/2馬位優勢取得首個分級賽冠軍，同時亦以492公斤的體重打破此賽事頭馬的紀錄。
其後隨即直走櫻花賞，比賽初段在中團緊盯第二人氣的純淨之輝推進，並一直保持於內欄遮擋位置。進入直路後，其繼續在中檔位置展開突破，雖然逐漸縮近和前方賽駒的距離，但最終仍然未能追上純淨之輝及里見女尊取得第三。
5月以優駿牝馬（日本橡樹大賽）作為目標，採用居中戰術下在直路因為距離適性不足而明顯乏力，最終以第十一大敗。
完成優駿牝馬後前往放草，同時在7月29日因練馬師木村哲也騷擾騎師被暫停職務影響下，暫時轉交同屬美浦訓練中心之練馬師岩戶孝樹之馬房。
休養充足下在秋季選擇紫苑錦標作為起動戰，比賽途中一直處於中團第五、六的位置，在第三彎道處開始沿着外檔上前進佔有利位置。進入直路後，其隨即以過彎時的優勢瞬間衝刺，不斷衝刺突圍下拋離後方賽駒，最終力壓第二的遊遍汪洋取得第二個分級賽冠軍。
10月出戰雌馬三冠尾關秋華賞，繼續保持於中團位置下以沉穩節奏前進，在第四彎道開始突圍並抽出外檔望空。進入直路後，其在外檔位置成功尋找到加速點，逐步蠶食前方賽駒之下跑出全場最快的後600米35.5秒末腳速度，但仍然未能追上一早領先的赤鳥之女下以1/2馬位落敗。
10月31日，因木村停職的處罰屆滿，煥發嫣紅重新返回其馬房進行訓練。

### 4歲
2022年選擇一哩戰線作為主軸，並以東京新聞盃作為首戰。比賽初段，其維持在中團位置穩步推進，第四彎道逐步望空下開始加速，但在直路上仍然被外檔更為強勢的幻蹤黑豹壓過而取得第二。
3個月後出戰維多利亞一哩賽，本次比賽選擇較為前置的戰術，保持於第六的內欄好位推進並尋找加速時機。進入直路後，其雖然展現出不俗的衝刺力逐步迫近前方賽駒，但受到失速的栗本大賞影響下稍為被阻擋，最終敗於透出的純淨之輝取得亞軍。
6月5日以安田紀念作為目標，出閘順暢下繼續採用自身擅長的居中戰術，但在直路上的反應未有以往銳利下無法順利突圍，最終跑獲第五名的戰績。
其後進入休養，在8月5日陣營決定安排其退役。

### 詳細賽績
| 日期       | 舉辦國家 | 馬場 | 距離   | 級別 | 賽事名稱       | 負重 | 騎師     | 馬號 | 出馬 | 名次 | 時間   | 頭馬（二馬）     |
| ---------- | -------- | ---- | ------ | ---- | -------------- | ---- | -------- | ---- | ---- | ---- | ------ | ---------------- |
| 23/8/2020  | 日本     | 新潟 | 草1200 |      | 2歲新馬        | 54   | 北村宏司 | 3    | 17   | 2    | 1:11.7 | 真密友           |
| 24/10/2020 | 日本     | 東京 | 草1600 |      | 2歲未勝利      | 54   | 李慕華   | 6    | 16   | 1    | 1:23.3 | （Suave Aria）   |
| 11/1/2021  | 日本     | 中山 | 草1600 | GIII | 妖精錦標       | 54   | 李慕華   | 9    | 16   | 1    | 1:34.4 | （Ho O Ixelles） |
| 11/4/2021  | 日本     | 阪神 | 草1600 | GI   | 櫻花賞         | 55   | 福永祐一 | 2    | 18   | 3    | 1:31.2 | 純淨之輝         |
| 23/5/2021  | 日本     | 東京 | 草2400 | GI   | 優駿牝馬       | 55   | 福永祐一 | 13   | 18   | 11   | 2:25.5 | 安身立命         |
| 11/9/2021  | 日本     | 中山 | 草2000 | GIII | 紫苑錦標       | 54   | 福永祐一 | 11   | 16   | 1    | 1:58.2 | （遊遍汪洋）     |
| 17/10/2021 | 日本     | 阪神 | 草2000 | GI   | 秋華賞         | 55   | 李慕華   | 14   | 16   | 2    | 2:01.3 | 赤鳥之女         |
| 6/2/2021   | 日本     | 東京 | 草1600 | GIII | 東京新聞盃     | 55   | 李慕華   | 6    | 15   | 2    | 1:32.6 | 幻蹤黑豹         |
| 15/5/2021  | 日本     | 東京 | 草1600 | GI   | 維多利亞一哩賽 | 55   | 李慕華   | 11   | 18   | 2    | 1:32.5 | 純淨之輝         |
| 5/6/2021   | 日本     | 東京 | 草1600 | GI   | 安田紀念       | 56   | 武豐     | 7    | 18   | 5    | 1:32.5 | 前人足跡         |

## 退役後
退役後，煥發嫣紅成為了繁殖雌馬，於北海道安平町北部牧場休養，在2023年進行配種。首匹子嗣於2024年出生，可於2026年出賽。

### 詳細繁殖資料
| 數目   | 馬名         | 出生年 | 性別 | 父系   | 練馬師 | 馬主 | 戰績       |
| ------ | ------------ | ------ | ---- | ------ | ------ | ---- | ---------- |
| 第一匹 | 煥發嫣紅2024 | 2024   | 雄   | 金之霸 |        |      | （出賽前） |

## 血統簡介
父系高情厚意爲日本賽駒，生涯戰績優秀，曾勝出一級賽東京優駿（日本打吡），亦贏得法國二級賽尼爾錦標。父系大震撼爲日本賽駒，爲日本賽馬史上第二匹無敗三冠馬，生涯出戰十四場賽事僅得兩場未能勝出，退役後配種成績亦極爲優秀。
母系Passion Rouge為日本賽駒，生涯僅勝出條件戰級別的賽事。外祖父Boston Harbor為美國賽駒，生涯曾勝出一級賽育馬者盃兩歲大賽。

### 血統表
| 父線：週日寧靜系（Halo系）                 |                              |                  |                 |
| 種馬 高情厚意 2010年（棕色）               | 大震撼 2002年（棗色）        | 週日寧靜         | Halo            |
| 種馬 高情厚意 2010年（棕色）               | 大震撼 2002年（棗色）        | 週日寧靜         | Wishing Well    |
| 種馬 高情厚意 2010年（棕色）               | 大震撼 2002年（棗色）        | 風中秀髮         | Alzao           |
| 種馬 高情厚意 2010年（棕色）               | 大震撼 2002年（棗色）        | 風中秀髮         | Burghclere      |
| 種馬 高情厚意 2010年（棕色）               | Catequil 1990年（棗色）      | 雷貓             | 雷鳥            |
| 種馬 高情厚意 2010年（棕色）               | Catequil 1990年（棗色）      | 雷貓             | Terlingua       |
| 種馬 高情厚意 2010年（棕色）               | Catequil 1990年（棗色）      | Pacific Princess | Damascus        |
| 種馬 高情厚意 2010年（棕色）               | Catequil 1990年（棗色）      | Pacific Princess | Fiji            |
| 繁殖雌馬 Passion Rouge 2008年（棗色）      | Boston Harbor 1994年（棗色） | Capote           | 西雅圖迴旋      |
| 繁殖雌馬 Passion Rouge 2008年（棗色）      | Boston Harbor 1994年（棗色） | Capote           | Too Bald        |
| 繁殖雌馬 Passion Rouge 2008年（棗色）      | Boston Harbor 1994年（棗色） | Harbor Springs   | Vice Regent     |
| 繁殖雌馬 Passion Rouge 2008年（棗色）      | Boston Harbor 1994年（棗色） | Harbor Springs   | Tinnitus        |
| 繁殖雌馬 Passion Rouge 2008年（棗色）      | Sexy Coconuts 2001年（栗色） | 夜舞             | 週日寧靜        |
| 繁殖雌馬 Passion Rouge 2008年（棗色）      | Sexy Coconuts 2001年（栗色） | 夜舞             | Dancing Key     |
| 繁殖雌馬 Passion Rouge 2008年（棗色）      | Sexy Coconuts 2001年（栗色） | Coco Passion     | Groom Dancer    |
| 繁殖雌馬 Passion Rouge 2008年（棗色）      | Sexy Coconuts 2001年（栗色） | Coco Passion     | Gaiete de Coeur |
| 雌系：號族：4-r                            |                              |                  |                 |
| 五代內近親交配：週日寧靜 3×4、北地舞人 5×5 |                              |                  |                 |

## 命名由來
名字中，Fine（ファイン）於英語語境中，可解作「有活力」，香港翻譯為「煥發」；Rouge（ルージュ）則繼承自母系Passion Rouge之名字，在法語中意思為「紅色」（在英語中，亦可解作胭脂），香港則採用「嫣紅」作為翻譯。

## 外部連結
- 煥發嫣紅 netkeiba.com
- 血統表